# Empire State Building
Het Empire State Building is een 381 meter hoge wolkenkrabber in New York. In 2016 was het het op twee na hoogste gebouw van de stad en stond het vijfde op de lijst van hoogste gebouwen van de Verenigde Staten. De naam van het gebouw, dat op de kruising van West 34th Street en Fifth Avenue staat, komt van de bijnaam van de staat New York: The Empire State. Het gebouw was van 1931 tot de bouw van de North Tower van het World Trade Center in 1971 het hoogste ter wereld. 
Vanwege de verwoesting van het World Trade Center als gevolg van de aanslagen op 11 september 2001, was het Empire State Building weer het hoogste gebouw in New York. Dat bleef zo tot op 30 april 2012 het nog in aanbouw zijnde One World Trade Center deze positie overnam. Het predicaat van "hoogste gebouw ter wereld" was inmiddels al diverse malen aan steeds weer een andere recordbreker toegevallen, met als huidige koploper de Burj Khalifa in Dubai.
Door de American Society of Civil Engineers werd de wolkenkrabber uitgeroepen tot een van de zeven moderne wereldwonderen. Op 18 mei 1981 werd het door de Landmarks Preservation Commission tot landmark verklaard. Het gebouw werd op 17 november 1982 opgenomen in het National Register of Historic Places en werd op 24 juni 1986 toegevoegd aan de lijst van National Historic Landmarks.

## Geschiedenis

### Vroegere bebouwing
Het gebied waar nu het Empire State Building staat, werd in 1799 aan John Thompson verkocht voor $2.700. Hij bouwde een boerderij op het stuk grond, dat nu zou grenzen aan Sixth Avenue in het westen, Madison Avenue in het oosten, 33rd street in het zuiden en 36th street in het noorden.
In 1897 opende het Waldorf-Astoria Hotel zijn deuren op de plek van het Empire State Building. In 1928 werd het hotel verkocht aan de Bethlehem Engineering Corporation voor een geschat bedrag van $20.000.000. Het bedrijf wilde het Waldorf-Astoria Office Building op het perceel bouwen, een kantoorgebouw, dat door Shreve, Lamb and Harmon ontworpen zou moeten worden. Bethlehem Engineering was echter niet in staat het aankoopbedrag te betalen en de overeenkomst ging niet door. Vervolgens kocht John Raskob met een groep investeerders het perceel met hotel.

### Ontwerp en bouw
De bouw van het Empire State Building was onderdeel van een competitie in New York, wie het hoogste gebouw ter wereld zou bouwen. Aanvankelijk ging de strijd tussen 40 Wall Street en het Chrysler Building. Maar op 29 augustus 1929, nog voor de voltooiing van deze gebouwen, kondigde Al Smith de plannen voor het Empire State Building aan. Het zou 320 meter hoog worden en meer dan 186.000 vierkante meter aan kantoorruimte bevatten, verdeeld over 85 verdiepingen.
Om het gebouw te kunnen financieren vormde de groep, bestaande uit John Jakob Raskob, Coleman du Pont, Pierre S. du Pont, Louis G. Kaufman en Ellis P. Earle, de coöperatie Empire State Inc. met Al Smith als directeur. Het gebouw werd echter sceptisch ontvangen door de critici. Het project was namelijk geheel gebaseerd op speculatie en de locatie trok weinig interesse van commerciële ontwikkelaars. Het lag niet in een van de bestaande kantoorgebieden en was ongunstig gelegen ten opzichte van de metrolijnen en spoorwegen.
Voordat men met de bouw kon beginnen, moest eerst het Waldorf-Astoria Hotel worden afgebroken. De sloop begon op dinsdag 1 oktober 1929, slechts vier weken voor de beurskrach van 1929. Op 22 januari 1930 begon men met de uitgraving van het gebied waar het gebouw zou komen te staan, zodat op 17 maart de constructie van het gebouw zelf kon beginnen. Tijdens de Grote Depressie werden veel bouwprojecten stilgelegd. De bouw van het Empire State Building kon echter doorgaan en doordat de depressie hoge werkloosheid veroorzaakte, waren er voor de bouw veel gemotiveerde werkers te vinden. Tijdens de bouw rees het stalen geraamte met een snelheid van 4,5 verdiepingen per week. Het metselwerk voor het gebouw, dat in juni 1930 was begonnen, werd op 13 november van datzelfde jaar voltooid. Na 1 jaar en 45 dagen, werd de bouw afgerond. Op 1 mei 1931 opende toenmalig president Herbert Hoover het gebouw vanuit zijn kantoor in Washington D.C., door op een knop te drukken waardoor de lichten van het Empire State Building aan gingen.
Het gebrek aan huurders na de opening zorgde ervoor, dat het gebouw het "Empty State Building" werd genoemd. In 1951 werd het echter voor $34.000.000 verkocht aan een groep, die geleid werd door Roger L. Stevens. Tegelijkertijd kocht Prudential Financial het gebouw, voor $17.000.000 met erfpacht. Drie jaar later, in 1954, werd het gebouw voor $51.500.000 verkocht aan een groep onder leiding van Henry Crown.

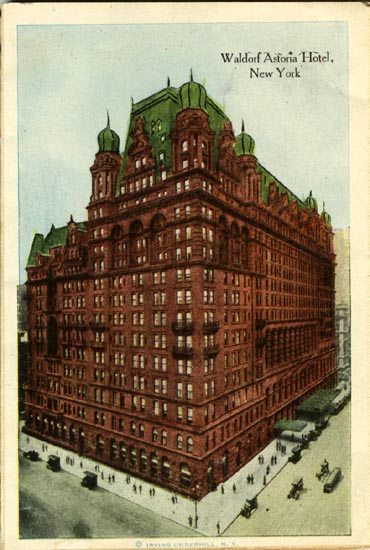
Het Waldorf-Astoria Hotel rond 1915
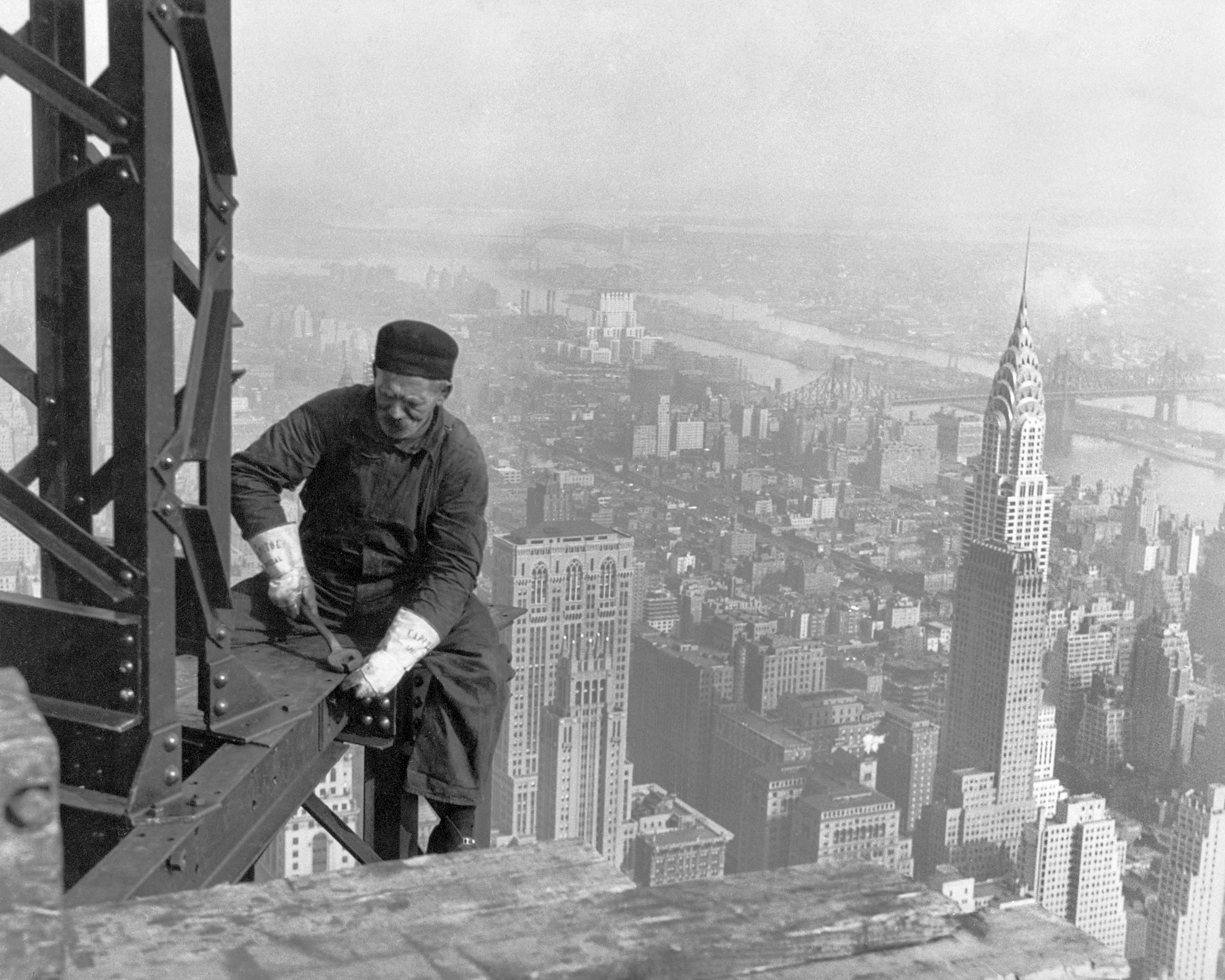
Een werker tijdens de bouw, op de achtergrond ziet men het Chrysler Building

### Vliegtuigongeluk
Op 28 juli 1945, om 9.40 uur, vloog een B-25 Mitchell, bestuurd door luitenant-kolonel William Franklin Smith jr., in dikke mist de 79e verdieping binnen, waarbij de kantoren van de War Relief Services en de National Catholic Welfare Council werden verwoest. Het vliegtuig was vanaf Newark op weg naar Bedford, maar kwam in New York in de mist terecht. Zodoende vloog het vliegtuig van tien ton in de noordelijke gevel, waar het een gat van 5,5 bij 6,1 meter maakte tussen de 78e en 79e verdieping. Hierbij kwamen in totaal veertien mensen om, elf mensen die in het gebouw aanwezig waren en alle drie de bemanningsleden. Bij de inslag vloog een van de motoren weg en landde op het dak van een nabijgelegen gebouw. De andere motor en een deel van het landingsgestel vielen in een liftschacht naar beneden.

## De architect
Architectenbureau Shreve, Lamb & Harmon Associates heeft de wolkenkrabber ontworpen; zij moest dit in een zeer korte tijd doen omdat de druk van John Raskob erg hoog was.
In dezelfde periode heeft het architectenbureau nog andere gebouwen ontworpen, de meeste waren wolkenkrabbers met dezelfde stijl als het Empire State Building, wat inhoudt dat de ramen allemaal recht onder elkaar zitten en smal zijn, er hoogteverschil is binnen het gebouw (de zijkanten zijn kleine torens die afnemen) en er aan de buitenkant veel gebruikgemaakt wordt van een zandkleurige steen.
Andere gebouwen die door het architectenbureau ontworpen zijn:
- Reynolds Building, NY (1929)
- Lefcourt National Building, NY (1929)
- 500 Fifth Avenue Building, NY (1931)

De gebouwen zijn gebouwd in een tijd dat New York een zeer grote groei meemaakte. Er was dus veel vraag naar kantoorruimte terwijl er maar weinig grond beschikbaar was. Dit leidde ertoe dat de gebouwen hoog en ook functioneel moesten worden.

## Locatie
Het Empire State Building bevindt zich in het Garment District in Manhattan, op de kruising van 34th Street met Fifth Avenue.

## Empire State Building Run-Up
Sinds 1978 wordt elk jaar de Empire State Building Run-Up gehouden. Dit is een hardloopwedstrijd waarbij men zo snel mogelijk van de begane grond via de trappen naar het observatieterras op de 86e verdieping rent. Hierbij worden 1576 treden beklommen. Het record staat sinds 2003 op naam van de Australiër Paul Crake die in 9 minuten en 33 seconden het terras bereikte.

## Gebouw in populaire media

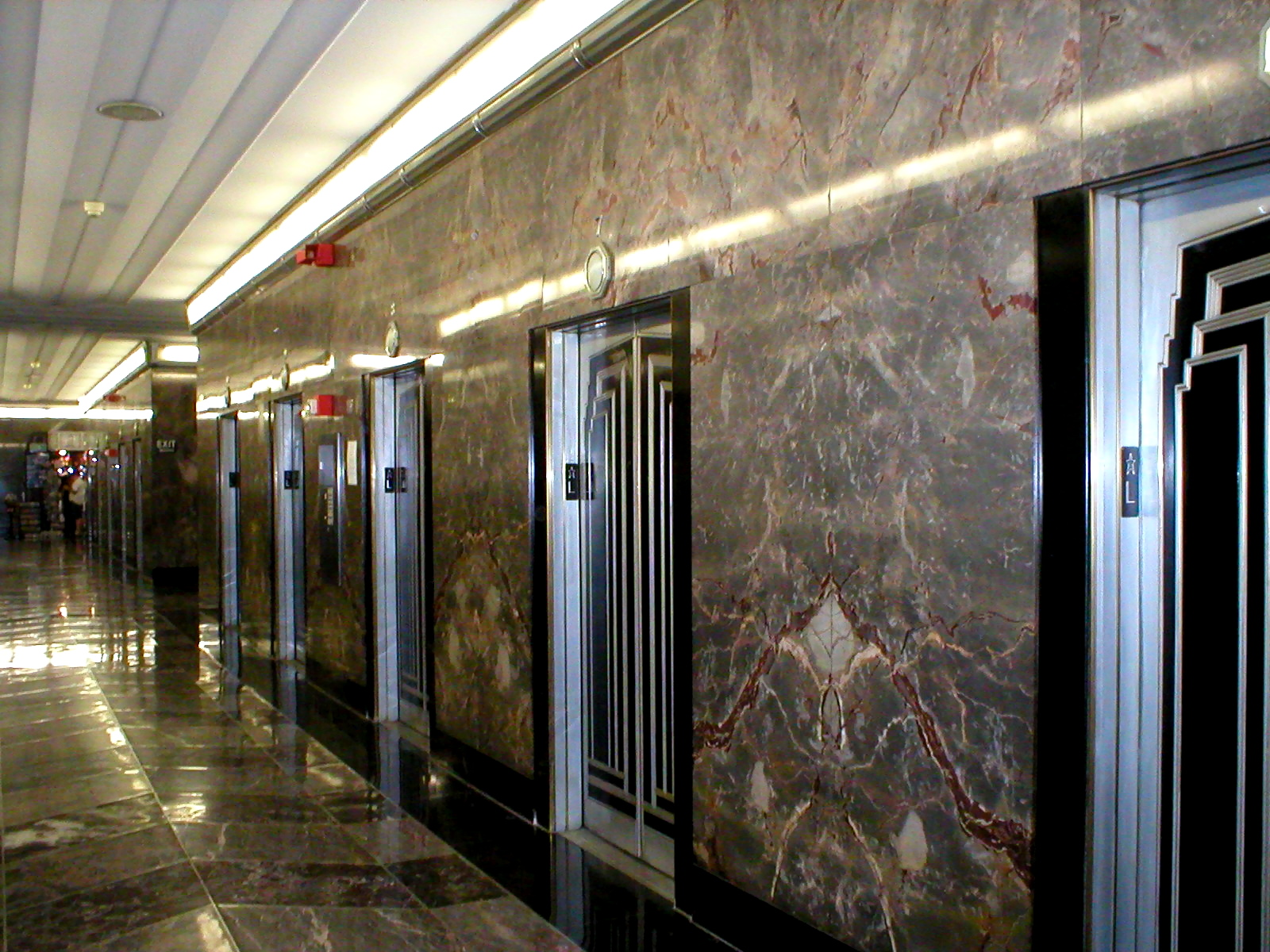
Art deco liften in de lobby

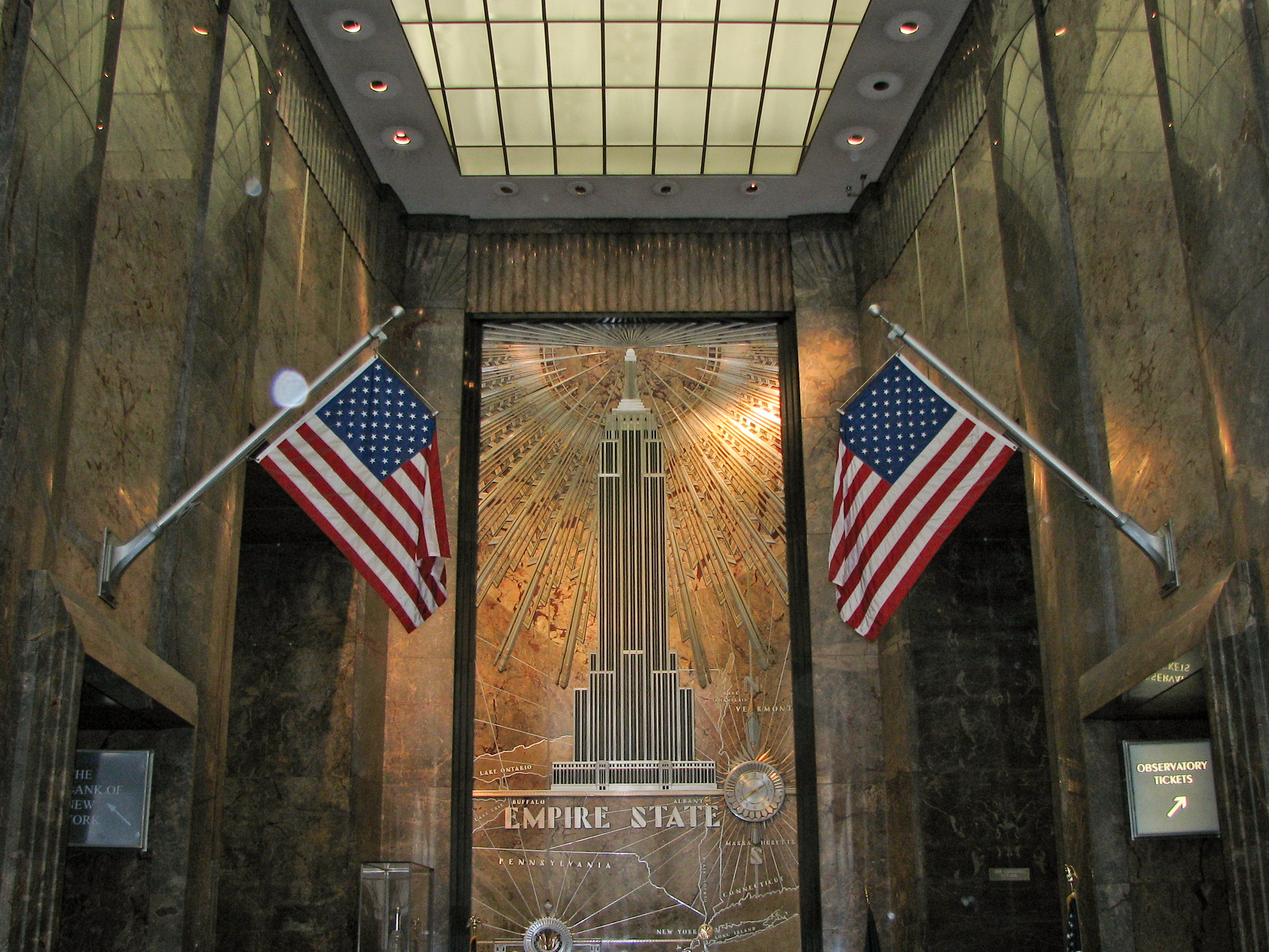
Lobby met afbeelding

Wellicht de bekendste verschijning van het gebouw in de populaire media is tijdens de climax van de film King Kong uit 1933, waarin de gorilla Kong het gebouw beklimt, maar na een gevecht met vliegtuigen weer naar beneden stort. In 1983 werd ter viering van het 50-jarig bestaan van de film een opblaasbare Kong op het gebouw geplaatst. De scène is ook verwerkt in de remake uit 2005.
De romantische film Love Affair uit 1939 draait deels om een koppel dat afspreekt elkaar te ontmoeten op het Empire State Building. Van de film werd in 1957 een remake gemaakt als An Affair to Remember, en in 1994 als wederom Love Affair. De film Sleepless in Seattle, die deels op Love Affair is gebaseerd, bevat een scène op het Empire State Building.
Andy Warhols stomme film Empire uit 1964 bestaat geheel uit een acht uur durende opname van het Empire State Building gedurende de nacht. De film werd in 2004 door de National Film Registry opgenomen in het Library of Congress.
In de film The Man Who Saw Tomorrow uit 1981 wordt het gebouw vernietigd bij een nucleaire aanval.
In de film Independence Day is het gebouw de locatie waar de buitenaardse wezens hun aanval beginnen. Het gebouw wordt vernietigd door het primaire wapen van de buitenaardse wezens.
De Engelse band Pink Floyd promootte in juni 1995 de Amerikaanse uitgave van hun album P*U*L*S*E* met een lasershow op het Empire State Building.
Het Empire State Building komt voor in de originele Doctor Who-serie uit 1966, in de verhaallijn The Chase. Hierin landt de TARDIS op het dak van het gebouw.
In het televisieprogramma MythBusters op Discovery Channel werd de mythe getest dat een muntje dat vanaf het dak van het Empire State Building wordt gegooid iemand op de grond kan doden of een gat in het wegdek kan slaan. De mythe werd ontkracht. Het team ontdekte dat de eindsnelheid die een muntje gezien de luchtweerstand kan bereiken op 105 km/u ligt. Bij deze snelheid zou de inslag van een muntje slechts pijnlijk zijn. Het team zag ook dat er veel munten op de daken onder het observatieterras lagen, wat betekent dat de nodige bezoekers munten naar beneden gooien. De mythe komt voor in de musical Avenue Q, waar iemand daadwerkelijk gedood wordt door een muntje.
H.G. Wells' boek The Shape of Things to Come uit 1933, dat geschreven is in de vorm van een geschiedenisboek uit de verre toekomst, wordt gesproken over de sloop van het Empire State Building in het jaar C.E. 2106".
In het openingsfilmpje van Godzilla: The Animated Series ziet men Godzilla op de top van het gebouw zitten.
Het Empire State Building is prominent aanwezig als locatie en onderdeel van de plot in Michael Chabons roman The Amazing Adventures of Kavalier & Clay uit 2000.
Ook in de televisieserie Gossip Girl komt het Empire State Building voor. Een van de hoofdpersonages, Blair Waldorf, beschouwt de toren namelijk als een van haar favoriete bezienswaardigheden van de stad.
Het Empire State Building komt ook voor in het spel Grand Theft Auto IV onder de naam Rotterdam Tower.
Veel andere films waarin het gebouw een rol speelt staan op de officiële website van het gebouw vermeld.

## Enkele opmerkelijke feiten
- De toren heeft 102 verdiepingen.
- De bouw duurde 410 dagen.

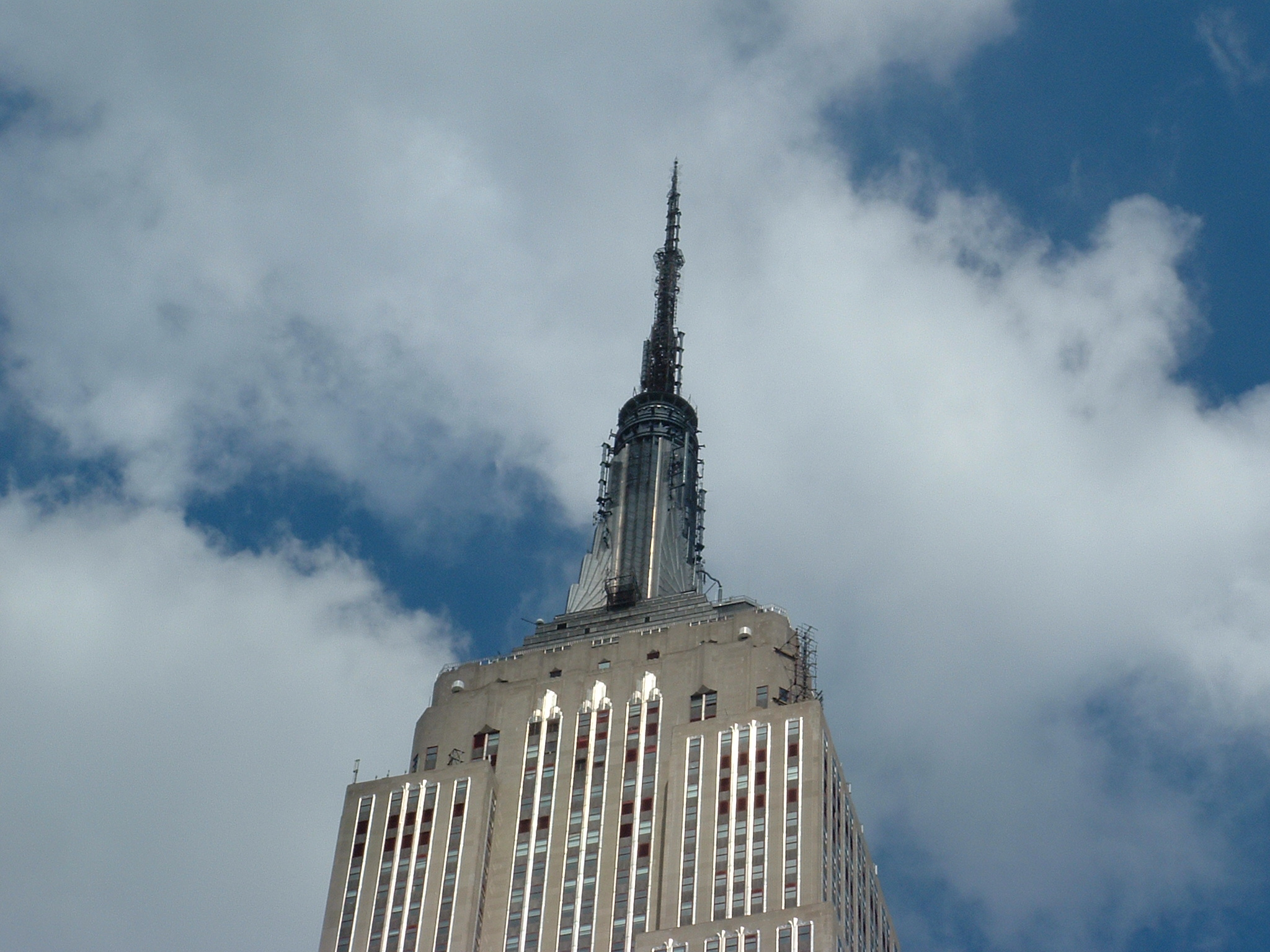
Aanlegmast voor zeppelins

- Het is na het One World Trade Center, de Willis Tower en de Trump International Hotel and Tower het hoogste gebouw van de  Verenigde Staten.
- De aluminium toren op het dak van het gebouw (waarop nu de antenne staat) was oorspronkelijk bedoeld als aanlegmast voor luchtschepen. Er heeft echter nooit een luchtschip aangelegd aan de toren. Vanwege de door het gebouw veroorzaakte sterke stijgwinden en het ontbreken van een mogelijkheid een aangemeerd luchtschip ook aan de achterzijde vast te leggen, bleek dit te gevaarlijk.
- Van de 73 liften gaat er niet één rechtstreeks naar de bovenste verdieping. Om daar te komen moet men minimaal twee keer overstappen.
- Met behulp van in de gevels ingebouwde ledverlichting kan het gebouw verschillende kleuren aannemen. Ook lichtshows behoren tot de mogelijkheden. Deze verlichting werd in 2012 door Philips geplaatst, ter vervanging van een traditioneel (en minder flexibel) systeem.[22]